# Кизил-Юлдуз (Ілішевський район)
Кизи́л-Юлду́з (рос. Кызыл-Юлдуз, башк. Ҡыҙыл Йондоҙ) — присілок у складі Ілішевського району Башкортостану, Росія. Входить до складу Базітамацької сільської ради.
Населення — 85 осіб (2010; 106 2002).
Національний склад:
- башкири — 71 %
- татари — 26 %